# Place Paul-Reynaud
La place Paul-Reynaud est une voie située dans le quartier d'Auteuil du 16e arrondissement de Paris.

## Situation et accès
La place Paul-Reynaud se situe au croisement de l'avenue de Versailles et de la rue Le Marois.
Elle est desservie par la ligne 9 à la station Porte de Saint-Cloud.

## Origine du nom
Elle porte le nom du président du conseil de la Troisième République Paul Reynaud (1878-1966).

## Historique

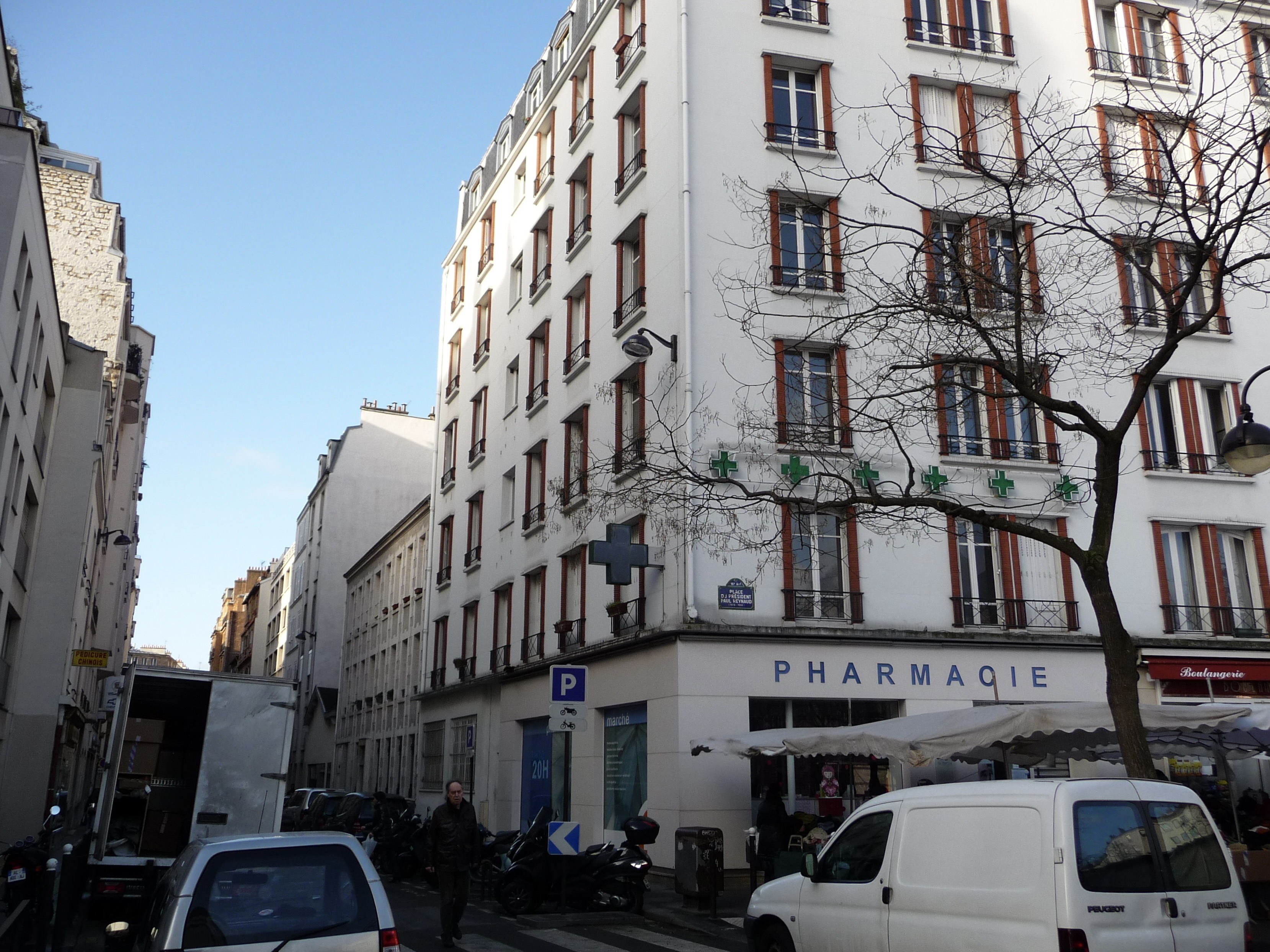
Au croisement avec la rue Le Marois.

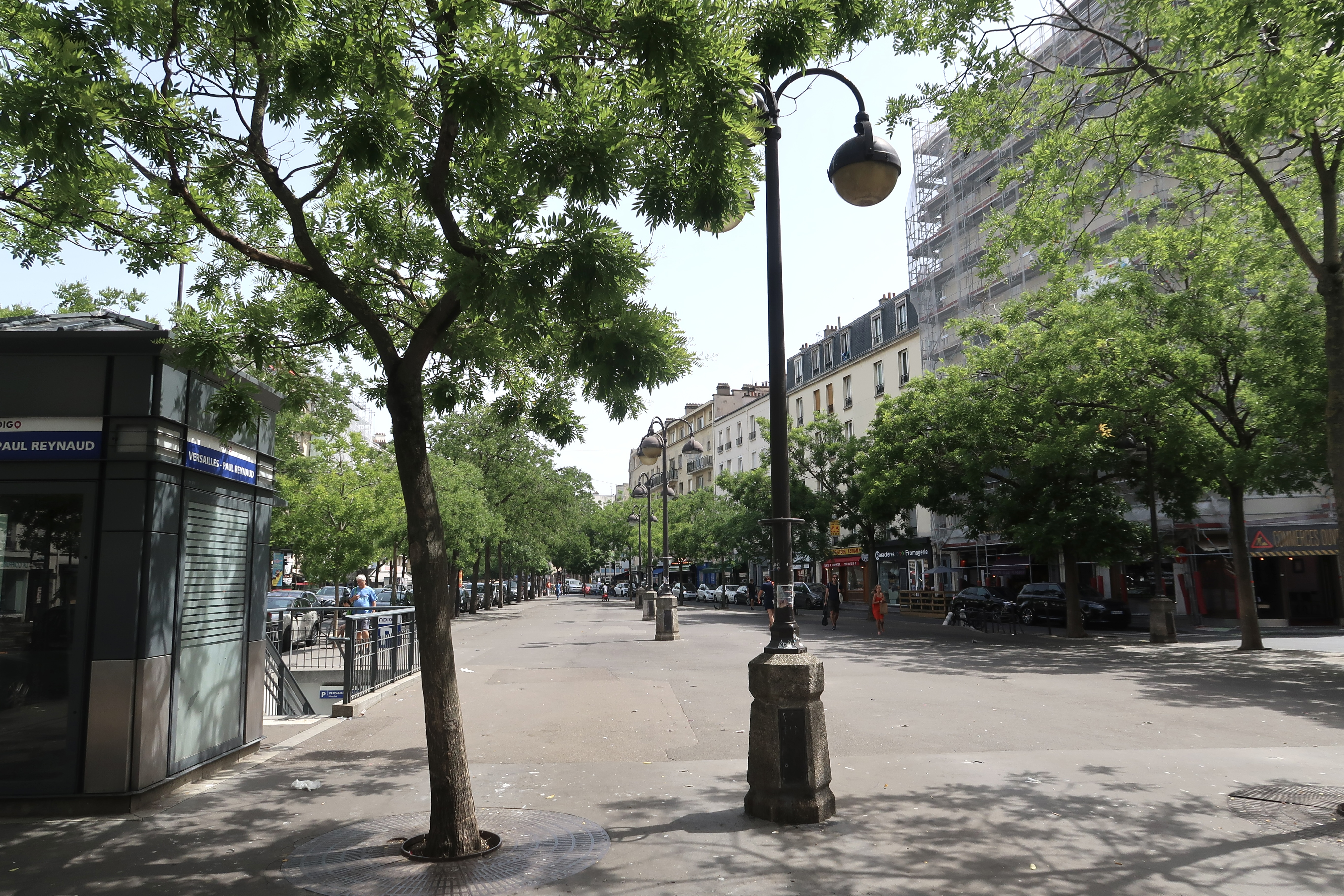

Cette place est créée sous sa dénomination actuelle par un arrêté municipal du 1er octobre 1981 sur l'emprise des voies qui la bordent.